# Karl Maria Heller
Pour les articles homonymes, voir Heller.
Karl Borromäus Maria Josef Heller, de son nom usuel Karl Maria Heller, né le 21 mars 1864 à Rappoltenkirchen, près de Tulln (Autriche) et mort le 26 décembre 1945 à Dresde, est un entomologiste autrichien qui se spécialisa dans l'étude des coléoptères.

## Biographie
Fils de Karl Bartholomaeus Heller, Karl Maria Heller devient professeur et directeur de département au musée zoologique de Dresde à qui il lègue ses collections. Il publie dans le domaine de la taxonomie et décrit de nombreuses espèces du monde entier, notamment celles d'Asie du Sud-Est et d'Océanie. Il a la douleur de voir le musée zoologique de Dresde disparaître dans les flammes le 7 octobre 1944. Une partie de sa collection d'insectes qui était en dépôt au château de Weesenstein est cependant sauvée. Il meurt dans une Dresde en ruines le jour de Noël 1945.
Il était membre de la Société entomologique de Stettin.

## Quelques publications
- (1895) Erster Beitrag zur Papuanischen Kaeferfauna, in Abhandlungen und Berichte des königlichen zoologischen und anthropologische-ethnographischen Museums zu Dresden, 5 (16): 1–17
- (1898) Neue Käfer von Celebes, in Abhandlungen und Berichte königl. zoologischen und anthropologisch-ethnographischen Museums zu Dresden, 7: 1-40, pl. 3.
- (1900) Systematische Aufzählung der Coleopteren mit Neubeschreibungen von Arten von E. Brenske und J. Faust, pp. 615–626 in Semon, R. (ed.), Zoologische Forschungsreisen in Australien und dem Malayischen Archipel, Jena : Gustav Fischer Vol. 5 778 pp.
- (1901) Dritter Beitrag zur Papuanischen Käferfauna, in Abhandlungen und Berichte des königlichen zoologischen und anthropologische-ethnographischen Museums zu Dresden, 10: 1–20
- (1908) Vierter Beitrag zur Papuanischen Käferfauna, in Abhandlungen und Berichte des königlichen zoologischen und anthropologisch-ethnographischen Museums zu Dresden, 12 (1): 1–34 + 1 pl.
- (1910) Neue Rüsselkäfer aus dem papuanischen Faunengebiete mit 7 Textfiguren, in Wiener entomologische Zeitung, 1910 (v. 29): 170-197
- (1910) Fünfter Beitrag zur Papuanischen Käferfauna hauptsächlich auf Grund der Ausbeute von Dr. Schlaginhaufen, in Abhandlungen und Berichte des königlichen zoologischen und anthropologisch–ethnographischen Museums zu Dresden, 13 (3): 1–42 + 1 pl.
- (1915) Neue papuanische Rüsselkäfer, in Deutsche entomologische Zeitschrift, 1915 (5): 513–528.
- (1916) Die Käfer von Neu-Caledonien und benachbarten Inselgruppen, in Nova Caledonia Zool., 2: 229-364.
- (1923) Neue philippinische Käfer, in Stettiner entomologische Zeitung, 84: 6-8.
- (1929) Neue philippinische Rüsselkäfer aus der Tribus Pachyrrhynchini, in Wiener entomologische Zeitung, 46 (1): 1-19.
- (1937) Neue papuanische Rüsselkäfer, in Arbeiten über morphologische und taxonomische Entomologie aus Berlin-Dahlem, 4 (4): 257–282 + pl. I.